# Philippe Collet
Pour les articles homonymes, voir Collet.
Philippe Collet est un athlète français, né le 13 décembre 1963 à Nancy, spécialiste de saut à la perche. Premier de la Coupe du monde des nations d'athlétisme 1989. Il possède un record personnel à 5m94.

## Biographie
Il était entraîné par son père Jacques, et il entraîne à son tour ses fils Mathieu (né en 1995 - record 5m74), et Thibaut (né en 1999 - record 5m95)
Il se classe cinquième des jeux olympiques de Séoul en 1988.
Il gagne l'épreuve de Coupe du monde d'athlétisme à Barcelone en 1989 et devient le premier français lauréat en individuel dans cette compétition.
En 1990, lors des championnats d'Europe à Split, il se luxe le coude à la réception d'un essai à 5m80. Il finit quatrième de l'épreuve.
Aux jeux olympiques de Barcelone en 1992, il se blesse en qualification au tendon d'Achille et termine septième de la compétition.
En 1994, aux championnats d'Europe à Helsinki, il finit quatrième de l'épreuve avec 5m80.
Il a été cadre technique national de l'équipe de France dans sa discipline en 2002 et 2003. Il entraîne et forme des sauteurs à la perche et des décathloniens depuis l'âge de 20 ans, de l'initiation jusqu'au niveau Olympique[réf. souhaitée].

## Palmarès

### International
| Date | Compétition                    | Lieu      | Résultat | Marque |
| ---- | ------------------------------ | --------- | -------- | ------ |
| 1980 | Championnats du monde scolaire | Turin     | 2e       |        |
| 1985 | Universiade d'été              | Kobe      | 2e       | 5,70 m |
| 1985 | Coupe du monde d'athlétisme    | Canberra  | 2e       | 5,60 m |
| 1985 | Coupe d'Europe d'athlétisme    | Moscou    | 2e       | 5,70 m |
| 1986 | Championnats d'Europe en salle | Madrid    | 3e       | 5,65 m |
| 1986 | Championnats d'Europe          | Stuttgart | 3e       | 5,75 m |
| 1988 | Jeux Olympiques                | Séoul     | 5e       | 5,70 m |
| 1989 | Coupe du monde d'athlétisme    | Barcelone | 1er      | 5,75 m |
| 1989 | Finale du Grand Prix IAAF      | Monaco    | 2e       | 5,70 m |
| 1990 | Championnats d'Europe          | Split     | 4e       | 5,70 m |
| 1992 | Jeux Olympiques                | Barcelone | 7e       | 5,55 m |
| 1992 | Coupe du monde des nations     | La Havane | 2e       | 5,40 m |
| 1994 | Championnats d'Europe          | Helsinki  | 4e       | 5,80 m |

Autres:
- Vainqueur des Masters de Grenoble en 1990 (et 3 fois deuxième ; il participe à l'organisation).
- Meeting de Paris Saint-Denis: vainqueur à plusieurs reprises.
- Meeting de Nice Nikaïa: vainqueur à plusieurs reprises.
- Meeting de Lausanne Athletissima: vainqueur à plusieurs reprises.
- Médaille de bronze aux Championnats des États-Unis en salle 1986 à New-York.

### National
- Champion de France en 1985, 1988, 1989, 1991 et 1992.
- Champion de France en salle en 1986, 1988 et 1991.
- 26 sélections en équipe de France Senior 1985-1994
- 7 sélections en équipe de France Jeune 1981-1983

## Records

### Records personnels
| Épreuve   | Performance | Lieu     | Date            |
| --------- | ----------- | -------- | --------------- |
| Extérieur | 5m85        | Paris    | 22 juillet 1986 |
| Salle     | 5m94        | Grenoble | 10 mars 1990    |

### Records battus
- Recordman de France en salle en 1989 avec 5m92 puis en 1990 avec 5m94 (jusqu'en 1999)
- Recordman de France universitaire 1986 5m75
- 3e Bilan mondial en 1989
- 2e Bilan mondial en 1990
- 110 Concours à 5m60 et plus